# Municipio de San Juan Teposcolula
El municipio de San Juan Teposcolula es un municipio mexicano del estado de Oaxaca, su cabecera es la localidad de San Juan Teposcolula.

## Toponimia
El origen del topónimo Teposcolula proviene del náhuatl Teposcololan que significa "Junto a la torcedura del cobre".

## Geografía
El municipio de San Juan Teposcolula cuenta con una extensión territorial de 57.41 km², se encuentra ubicado en las coordenadas 17°33′N 97°26′O / 17.550, -97.433 colinda con al norte con los minicipios de Villa Tejupam de la Unión y Santo Domingo Tonaltepec, al sur con San Bartolo Soyaltepec, el municipio de San Pedro y San Pablo Teposcolula, al este con San Pedro y San Pablo Teposcolula y al oeste con Santo Domingo Tonaltepec.

## Población
La población registrada en el censo de población y vivienda de 2010 realizada por el INEGI fue de 1340 habitantes de los cuales 646 son hombres y 694 son mujeres.

### Principales asentamientos
| Nombre                  | Tipo      | Código Postal |
| ----------------------- | --------- | ------------- |
| San Juan Teposcolula    | Pueblo    | 69560         |
| Refugio de Morelos      | Pueblo    | 69563         |
| La Rosa                 | Ejido     | 69564         |
| Santa María Pozoltepec  | Ranchería | 69562         |
| San Miguel Marcos Pérez | Ranchería | 69561         |

## Economía
La principal actividad económica es la agricultura y en menor medida la ganadería.